# Hasbulla
Hasbulla Magomédovich Magomédov (en ruso:  Хасбулла́ Магоме́дович Магоме́дов, nacido el 7 de julio de 2002), simplemente conocido como Hasbulla o Hasbik (Хасбик), es un videoblogger y personalidad de internet ruso. Tiene enanismo causado por una deficiencia de la hormona del crecimiento y mide 102 centímetros de alto. Hasbulla ganó fama por primera vez en 2021 debido a un video viral de TikTok y desde entonces ha realizado colaboraciones con peleadores de artes marciales mixtas de alto perfil como Khabib Nurmagomedov, Islam Makhachev, Alexander Volkanovski, así como con otras personalidades incluidos Dana White, Mark Wahlberg, Lucas Rodríguez, Shaquille O'Neal, Mike Tyson, Daniel Moncada y los Nelk Boys.

## Vida personal
Hasbulla creció en Majachkalá, República de Daguestán, Rusia, y es hijo de Magomed Magomedov, un fontanero. Es musulmán y de etnia darguin. Su intérprete informal, Surkhay Sungurov, dijo que el propio Hasbulla convenció a un amigo para que condujera 200 kilómetros para ayudarlo a escapar de la escuela. Una vez que se fue, comenzó a crear vídeos para Internet.
Tiene una forma de enanismo causado por una deficiencia de la hormona del crecimiento y mide 102 cm (3′ 4″) de alto y pesa 20 kg (44,1 lb). Sin embargo, se desconoce qué tipo de enanismo padece él, ya que afirmó que los médicos nunca le han dado un diagnóstico definitivo. El New York Times escribió que le apasiona «disparar armas, conducir coches rápidos, practicar movimientos de lucha y hacer bromas».
Tenía un gato Scottish Fold llamado Barsik (Барсик, 'little leopard').  Hasbulla también posee un Lada Riva blanco (también conocido como «Semyorka»).

## Carrera
Uno de los primeros videos virales de Hasbulla lo muestra conduciendo un scooter motorizado y sermoneando a un joven en bicicleta sobre las restricciones de la pandemia, diciéndole que se vaya a casa. En otro vídeo, Hasbulla estaba comiendo fresas.
Durante 2021 y 2022, tuvo una disputa satíricamente publicitada con Abdu Rozik y el uzbeko Erali.
En septiembre de 2022, Hasbulla firmó un contrato de promoción de cinco años con UFC, famosa promoción de artes marciales mixtas.  
Desde 2021, Hasbulla ha participado en proyectos comerciales, incluida la concesión de licencias para utilizar su imagen en productos y el lanzamiento de una colección NFT.
En marzo de 2023, después de una gira por Estados Unidos con Nelk, fue criticado por regañar a su gato mascota, tirándole de la oreja.